# Vụ án mạng Junko Furuta
Furuta Junko (tiếng Nhật: 古田 順子 Furuta Junko, sinh ngày 18 tháng 1, 1971 – mất ngày 4 tháng 1, 1989) là một học sinh trung học Nhật Bản 17 tuổi đã bị bắt cóc, tra tấn, hãm hiếp và giết chết vào cuối những năm 1980. Vụ án giết người được đặt tên là vụ án mạng nữ sinh trung học bọc bê tông (女子高生コンクリート詰め殺人事件) do thi thể nạn nhân đã được phát hiện trong một khối bê tông chứa 208 lít bê tông. Vụ lạm dụng chủ yếu do bốn nam thiếu niên là Hiroshi Miyano (宮 野 裕 史), Jō Ogura (小 倉 譲), Shinji Minato (湊 伸 治) và Yasushi Watanabe (渡邊 恭 史) gây ra.
Khoảng 100 người biết về việc Furuta bị giam giữ, nhưng họ đã bỏ qua không báo cáo hoặc chính họ đã tham gia vào vụ tra tấn và giết người. Hầu hết những người tham gia đều là bạn bè của các nam thiếu niên, những thành viên cấp thấp của Yakuza.

## Tổng quan
Furuta Junko sinh tại Misato, tỉnh Saitama. Khi còn là thiếu niên, cô học tại trường trung học Yashio-Minami và thường xuyên đi làm ca tối sau giờ học. Gia đình cô gồm bố mẹ và hai anh trai. Furuta được biết đến là người nổi tiếng và ưa nhìn, khiến một số bạn cùng lớp với cô ghen tị. Tuy nhiên, cô đã bị các thanh thiếu niên "có bản chất giang hồ" khinh miệt khi cô không hút thuốc, uống rượu, và không sử dụng ma túy. Miyano Hiroshi, một kẻ chuyên bắt nạt trong trường học nổi tiếng có mối liên hệ với Yakuza, đã phải lòng Furuta nhưng cô đã từ chối tên này vì cô chưa sẵn sàng cho chuyện yêu đương. Ngoại trừ Furuta, không ai dám phản đối Miyano do hắn ta có mối liên hệ với nhóm Yakuza.

## Quá trình gây án
Vào ngày 25 tháng 11 năm 1988, Miyano và người bạn Shinji Minato đi lang thang khắp Misato, với ý định bắt cóc và hãm hiếp phụ nữ trong vùng. Lúc 8 giờ 30 tối, họ phát hiện Furuta đạp xe về nhà sau khi cô hoàn thành công việc của mình. Theo lệnh của Miyano, Minato đạp Furuta ngã xe đạp và lập tức trốn khỏi hiện trường. Miyano, giả vờ là một người ngoài cuộc vô tội, đã tiếp cận Furuta và đề nghị dẫn cô đi bộ về nhà cách an toàn. Furuta không hề biết rằng Miyano đang dẫn cô đến một nhà kho gần đó, nơi anh tiết lộ về mối quan hệ với Yakuza của mình. Miyano dọa giết cô khi anh ta cưỡng hiếp cô trong nhà kho và một lần nữa ở một khách sạn gần đó. Từ khách sạn, Miyano gọi cho Minato và những người bạn khác của anh ta, Jō Ogura và Yasushi Watanabe và kể với họ về vụ cưỡng hiếp. Ogura báo cáo đã yêu cầu Miyano giữ Furuta lại, để tất cả họ có thể có "một lượt". Nhóm này có tiền sử hãm hiếp tập thể, và khoảng thời gian gần đó đã bắt cóc và cưỡng hiếp một cô gái khác, mặc dù sau đó cô đã được thả ra.
Khoảng 3 giờ sáng, Miyano đưa Furuta đến một công viên gần đó, nơi mà Minato, Ogura và Watanabe đợi sẵn. Họ nói với cô rằng họ biết nơi cô sống (thông tin lấy từ một cuốn sổ tay trong ba lô) và Yakuza sẽ giết gia đình cô nếu cô cố gắng trốn thoát. Cô dễ dàng bị bốn thanh niên chiếm thế kiểm soát và bị đưa đến một ngôi nhà ở quận Ayase của Adachi, nơi cô bị hãm hiếp. Ngôi nhà thuộc sở hữu của cha mẹ của Minato, đã sớm trở thành nơi lui tới thường xuyên của các băng đảng.
Vào ngày 27 tháng 11, cha mẹ của Furuta báo cáo với cảnh sát về sự mất tích của con gái họ. Để ngăn chặn những người tìm kiếm, những kẻ bắt cóc đã ép buộc Furuta gọi điện cho mẹ của mình. Cô bị buộc phải nói rằng cô đã trốn, nhưng vẫn an toàn và ở cùng với một người bạn. Cô cũng bị buộc phải yêu cầu mẹ dừng cuộc điều tra của cảnh sát về sự mất tích của mình. Khi bố mẹ của Minato ở gần, Furuta bị buộc phải đóng giả làm bạn gái của một trong những kẻ bắt cóc. Sau đó họ đã bỏ cái cớ này khi thấy rõ rằng gia đình Minato sẽ không báo cáo sự việc đến cảnh sát. Gia đình Minato tuyên bố rằng họ không can thiệp vì họ nhận thức được mối liên hệ Yakuza của Miyano và sợ bị trả thù, và vì con trai của họ ngày càng trở nên hung hăng với họ. Anh trai của Minato cũng nhận thức được tình hình, nhưng không làm gì để ngăn chặn việc này.
Furuta bị giam cầm trong nhà Minato trong bốn mươi ngày, trong thời gian đó cô bị ngược đãi, cưỡng hiếp và tra tấn. Họ cũng mời và khuyến khích những người bạn khác của họ từ băng nhóm Yakuza hành hạ Furuta. Theo lời khai ban đầu của họ, bốn người trong số họ đã hãm hiếp cô hơn 400 lần, đánh cô, bỏ đói cô, treo cô lên trần nhà và dùng cơ thể cô như một "bao cát", thả tạ lên bụng cô, ép cô ăn gián sống và uống nước tiểu của mình và buộc cô phải thủ dâm trước mặt họ. Họ nhét vật lạ vào âm đạo và hậu môn của cô, bao gồm một bóng đèn sáng vào âm đạo. Họ đốt âm đạo và âm vật của cô bằng thuốc lá và bật lửa vào mí mắt của cô bằng sáp nóng. Họ cũng cắt núm vú trái của cô bằng kìm và đâm vào ngực cô bằng kim khâu.
Một số bạn bè của những kẻ tra tấn đã được xác định cách chắc chắn, bao gồm Tetsuo Nakamura và Koichi Ihara, những người bị buộc tội hãm hiếp sau khi DNA của họ được tìm thấy trên và trong cơ thể nạn nhân. Ihara bị cáo buộc bắt nạt cưỡng hiếp Furuta. Sau khi thanh niên này rời khỏi nhà, anh nói với anh trai về vụ việc. Anh trai của anh sau đó đã nói với cha mẹ của họ, và những người này đã liên lạc với cảnh sát. Hai sĩ quan cảnh sát đã được phái đến nhà Minato; tuy nhiên, họ được thông báo rằng không có cô gái nào bên trong. Các sĩ quan cảnh sát đã từ chối lời đề nghị xem xét xung quanh ngôi nhà. Cả hai sĩ quan phải đối mặt với phản ứng dữ dội từ cộng đồng. Nếu họ thực hiện đúng vai trò của mình, việc tra tấn Furuta sẽ chỉ kéo dài mười sáu ngày và cô có thể đã bình phục sau khi bị thương. Hai sĩ quan này sau đó bị sa thải vì không tuân theo thủ tục nghiệp vụ.
Vào đầu tháng 12, Furuta đã cố gắng gọi cảnh sát. Tuy nhiên, cô bị phát hiện bởi Hiroshi trước khi cô có thể báo cáo sự việc. Khi cảnh sát gọi điện lại, Miyano thông báo với họ rằng đó là một sự nhầm lẫn. Để trừng phạt cô, các kẻ bắt cóc nhúng chân và bàn chân của cô vào chất lỏng dễ cháy và đốt chúng. Họ cũng đẩy một chai lớn vào hậu môn của cô, gây chảy máu nghiêm trọng, khiến cô bị co giật. Trong phiên tòa xét xử những kẻ bắt cóc, họ tuyên bố rằng họ nghĩ rằng Furuta đang bị co giật, vì vậy họ đã đốt cô một lần nữa. Cô sống sót sau những tổn thương này và tiếp tục bị hãm hiếp và tra tấn. Furuta được báo cáo rằng đã yêu cầu những kẻ bắt giữ cô nhiều lần rằng "giết cô và kết thúc chuyện này", nhưng họ từ chối. Thay vào đó, họ buộc cô phải ngủ ngoài ban công (thời gian này là mùa đông) và nhốt cô trong tủ đá. Một trong những kẻ bắt cóc nói với tòa án rằng tay và chân của Furuta bị tổn thương nặng đến nỗi cô phải mất hơn một giờ để kéo mình xuống cầu thang để sử dụng nhà vệ sinh. Do mức độ nghiêm trọng của sự tra tấn, cuối cùng cô bị mất kiểm soát bàng quang và ruột và bị đánh đập vì làm bẩn thảm. Cô cũng không thể uống nước hoặc ăn thức ăn và sẽ nôn sau mỗi lần thử ăn. Cô cũng bị đánh đập nặng nề vì điều này.
Sự tàn bạo của các cuộc tra tấn đã làm thay đổi mạnh mẽ diện mạo của Furuta. Khuôn mặt của cô sưng đến mức khó có thể nhận ra những nét đặc trưng. Cơ thể cô cũng bị tổn thương nghiêm trọng, tỏa ra mùi thối khiến bốn kẻ bắt cóc mất hứng thú tình dục với cô. Do đó, những kẻ này đã bắt cóc và hãm hiếp một cô gái 19 tuổi, giống như Furuta, đang trên đường đi làm về.
Vào ngày 4 tháng 1 năm 1989, bốn kẻ tra tấn rủ Furuta chơi Mahjong, mà cô được cho là đã thắng. Vì thất vọng, họ đánh cô bằng một thanh sắt, đá và đấm cô, và đặt hai cây nến ngắn trên mí mắt cô, đốt chúng bằng sáp nóng. Các thanh niên này bắt cô đứng dậy và đánh vào chân cô bằng một cây gậy. Tại thời điểm này, cô ngã khụy và co giật. Vì cô bị chảy máu nhiều, và mủ nổi lên từ vết bỏng bị nhiễm trùng, bốn thanh niên bọc tay trong túi nhựa, được dán ở cổ tay. Họ tiếp tục đánh cô và thả quả tạ bằng sắt vào bụng cô nhiều lần. Họ đổ chất lỏng dễ cháy lên đùi, cánh tay, mặt và dạ dày của cô và đốt cháy nó. Furuta được cho rằng đã cố gắng dập lửa, nhưng dần dần trở nên vô ý thức. Lần tra tấn này được báo cáo kéo dài hai giờ. Furuta cuối cùng đã không qua khỏi và qua đời.
Chưa đầy hai mươi bốn giờ sau cái chết của cô, anh trai của Nobuharu Minato đã gọi để nói với anh rằng Furuta dường như đã chết. Sợ bị bắt vì tội giết người, họ quấn chăn cô và nhét xác cô vào một chiếc túi du lịch. Sau đó, họ đặt xác vào một cái trống có dung tích 55 gallon (208 lít) và đổ đầy bê tông ướt vào đó. Khoảng 8 giờ tối, họ tải và cuối cùng vứt chiếc trống vào một chiếc xe tải xi măng ở Kōtō, Tokyo.
Vào ngày 23 tháng 1 năm 1989, Hiroshi Miyano và Joe Ogura đã bị bắt vì tội hiếp dâm tập thể người cô gái 19 tuổi mà họ đã bắt cóc vào tháng 12. Vào ngày 29 tháng 3, hai nhân viên cảnh sát đã đến thẩm vấn họ, vì đồ lót của phụ nữ đã được tìm thấy tại địa chỉ của họ. Trong cuộc thẩm vấn, một trong những sĩ quan khiến Miyano nghĩ rằng anh ta biết về vụ giết hại Furuta. Nghĩ rằng Joe Ogura đã thú nhận tội ác, Miyano đã nói với cảnh sát nơi giấu xác của Furuta. Cảnh sát ban đầu rất bối rối trước lời thú nhận này, vì họ đang nói về vụ giết một người phụ nữ khác và đứa con trai bảy tuổi của cô đã xảy ra chín ngày trước vụ bắt cóc của Furuta. Trường hợp đó vẫn chưa được giải quyết cho đến ngày nay.
Cảnh sát tìm thấy chiếc trống chứa thi thể của Furuta vào ngày hôm sau. Cô được xác định thông qua dấu vân tay. Vào ngày 1 tháng 4 năm 1989, Jō Ogura bị bắt vì một vụ tấn công tình dục khác, và sau đó bị bắt lại vì tội giết người. Việc bắt giữ Yasushi Watanabe, Nobuharu Minato và anh trai của Minato được tiến hành sau đó.

## Truy tố
Bất chấp sự tàn bạo gây sốc của vụ án, danh tính của các thanh niên đã bị tòa án cho giữ kín vì tất cả chúng đều được coi là người chưa thành niên tại thời điểm phạm tội. Tuy nhiên, các nhà báo từ tạp chí Shūkan Bunshun đã phát hiện ra danh tính của các thanh niên này và quyết định công bố chúng. Họ tuyên bố rằng, với mức độ nghiêm trọng của vụ án, các bị cáo không xứng đáng được giữ nguyên quyền ẩn danh. Cả bốn thanh niên này đều phạm tội "gây thương tích cơ thể dẫn đến tử vong", thay vì giết người.
Vào tháng 7 năm 1990, một tòa án cấp thấp đã kết án Hiroshi Miyano, người được cho là kẻ cầm đầu bản án 17 năm tù. Anh ta đã kháng cáo bản án của mình, nhưng thẩm phán Tòa án tối cao Tokyo Ryūji Yanase đã kết án anh ta thêm ba năm tù. Bản án 20 năm là bản án cao thứ hai sau tù chung thân. Lúc đó thanh niên này mới 18 tuổi. Mẹ của Miyano được cho là đã gửi cho cha mẹ của Furuta 50 triệu yên (425.000 USD), sau khi bán nhà của gia đình họ. Năm 2004, Miyano đã cố gắng để được tạm tha, nhưng do một sự cố, yêu cầu này đã bị từ chối. Vào tháng 1 năm 2013, Miyano đã bị bắt lại vì tội lừa đảo. Do không đủ bằng chứng, anh ta đã được thả ra mà không bị buộc tội vào ngày 31 của tháng đó.
Shinji Minato, người ban đầu đã nhận bản án bốn đến sáu năm, đã bị kết án lại từ năm đến chín năm bởi Thẩm phán Ryūji Yanase khi kháng cáo. Anh ta 16 tuổi vào thời điểm xảy ra án mạng. Cha mẹ và anh trai của Nobuharu không bị buộc tội. Cha mẹ của Furuta đã tỏ ra mất tinh thần trước những bản án mà những kẻ giết con gái họ nhận được và quyết định tiến hành một vụ kiện dân sự chống lại cha mẹ của Nobuharu Minato, trong đó có những tội ác đã xảy ra. Sau khi được thả ra, Minato chuyển đến sống cùng mẹ và không đi làm kể từ đó.
Yasushi Watanabe, người ban đầu bị kết án ba đến bốn năm tù, đã nhận bản án tăng lên từ năm đến bảy năm. Anh ta 17 tuổi vào thời điểm xảy ra án mạng. Sau khi được thả ra, anh kết hôn với một phụ nữ Rumani.
Vì tham gia vào tội ác, Jō Ogura đã thụ án 8 năm trong một nhà tù vị thành niên trước khi anh ta được thả ra vào tháng 8 năm 1999. Anh ta 17 tuổi vào thời điểm giết người. Sau khi được thả, anh ta được cho là đã khoe khoang về vai trò của mình trong vụ bắt cóc, cưỡng hiếp và tra tấn Furuta. Tháng 7 năm 2004, hắn bị bắt vì tấn công một người quen, người mà hắn tin là giành bạn gái của hắn. Kamisaku đã bị kết án bảy năm tù vì tội đánh người.
Các bản án được coi là quá nhẹ đối với các tội ác đã gây ra, cả bốn hung thủ đều được bảo vệ bởi các điều khoản đặc biệt áp dụng cho các tội phạm từ 18 tuổi trở xuống.
Trong khi tuyên án, thẩm phán nhận xét rằng "bạo lực đặc biệt nghiêm trọng và tàn bạo" đã gây ra cho nạn nhân, và Furuta Junko đã bị "giết hại dã man ở tuổi 17, linh hồn của cô phải lang thang trong đau khổ". Sau khi nghe chi tiết về vụ cưỡng hiếp và tra tấn dã man, một trong những người tham gia phiên xét xử đã ngất đi. Mẹ của Furuta cũng bị suy sụp tinh thần, đã phải đi điều trị tâm lý.

## Trong văn hóa đại chúng
Ít nhất ba cuốn sách tiếng Nhật đã được viết về vụ án mạng này.
Một bộ phim tên Joshikōsei konkurīto-zume satsujin-jiken (女子高生コンクリート詰め殺人事件, Concrete-Encased High School Girl Murder Case), đã được thực hiện bởi Katsuya Matsumura vào năm 1995. Yujin Kitagawa (sau này là thành viên của bộ đôi âm nhạc Yuzu) đóng vai tên cầm đầu.